# Yangon East District
Yangon East District är ett distrikt i Myanmar.   Det ligger i regionen Yangonregionen, i den södra delen av landet, 300 km söder om huvudstaden Naypyidaw.